# Jerry Lewis
Pour les articles homonymes, voir Jerry Lewis (homonymie) et Lewis.
Jerry Lewis est un humoriste, acteur, scénariste, réalisateur et producteur américain né le 16 mars 1926 à Newark (New Jersey) et mort le 20 août 2017 à Las Vegas (Nevada).

## Biographie

### Jeunesse
De son vrai nom Joseph Levitch, il naît le 16 mars 1926 à Newark (New Jersey) dans une famille d'émigrants juifs. Son père, Daniel Levitch (1902-1980), dont les parents ont quitté la Russie pour s'installer à New York, se produit dans des spectacles de variétés sous le pseudonyme de Danny Lewis. Sa mère, Rachael Brodsky (1903–1983), originaire de Varsovie, est pianiste et accompagne son mari dans ses numéros.
Il monte sur scène avec eux à l'âge de 5 ans, provoquant l'hilarité du public. Cependant, il est élevé par sa grand-mère et souffre de l'absence de ses parents, continuellement en tournée. À 15 ans, il crée un numéro de pantomime dans lequel il parodie des artistes à la mode, ce qui lui vaut un succès réel mais modeste.

### Duo avec Dean Martin

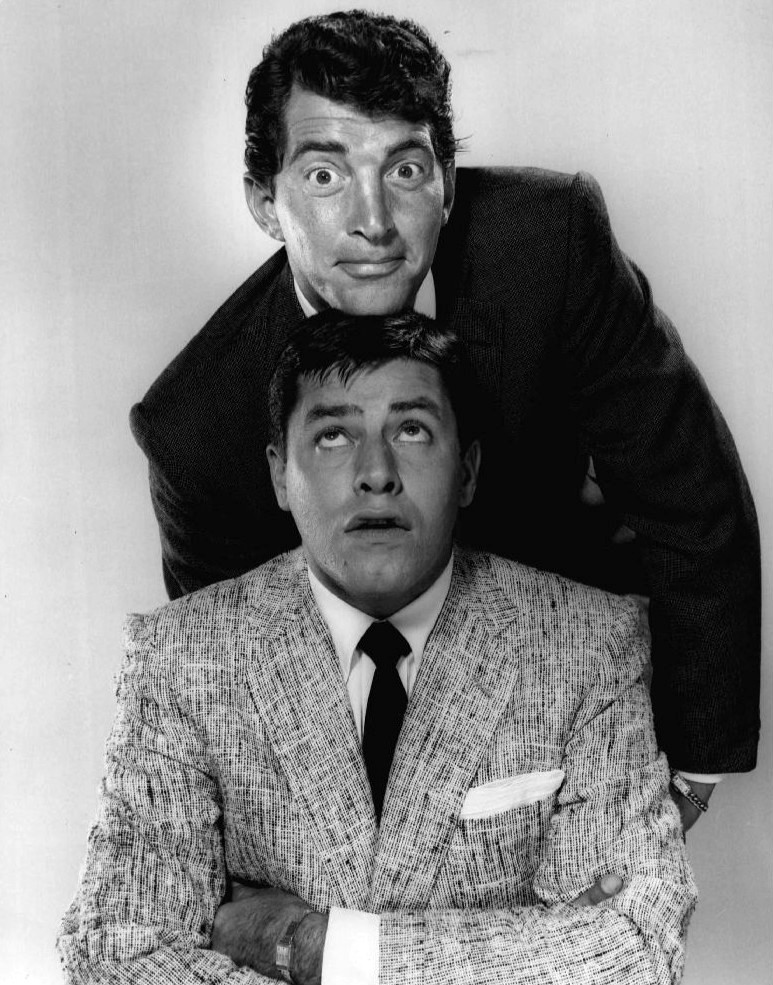
Dean Martin et Jerry Lewis en 1955.

Jerry Lewis se fait connaître au milieu des années 1940 en formant avec le chanteur Dean Martin le duo comique Martin and Lewis. Ils se démarquent de la majorité des comiques de l'époque en jouant surtout sur l'interaction entre deux genres de comiques, à la manière du clown blanc et de l'auguste, plutôt que de réciter des sketches planifiés. À la fin de la décennie, ils sont nationalement connus, d'abord pour leurs représentations dans les boîtes de nuit, puis en tant que vedettes de cinéma (Parachutiste malgré lui, Amour, Délices et Golf, etc.). Ils embrayent sur la production de films pour la télévision et se séparent en 1956.

### Succès cinématographique en solo
Jerry Lewis, alors en solo, joue dans le film Le Délinquant involontaire (The Delicate Delinquent) en 1957. Il est ensuite tête d'affiche de cinq autres films, avant d'écrire, jouer, produire et réaliser lui-même Le Dingue du palace (The Bellboy) en 1960. Il est le pionnier de la régie vidéo (video assist), utilisant une caméra vidéo sur le plateau en même temps qu'il filme pour pouvoir visualiser immédiatement le résultat. Cette technique devient un standard dans l'industrie.
Il réalise plusieurs autres films, dont Le Tombeur de ces dames (The Ladies Man, 1961), Le Zinzin d'Hollywood (The Errand Boy, 1961) et Docteur Jerry et Mister Love (The Nutty Professor, 1963). La popularité de Jerry Lewis décline aux États-Unis à partir de la fin des années 1960 mais il conserve une partie de sa renommée à l'étranger, essentiellement en Europe. Alors que sa popularité baisse aux États-Unis, il est particulièrement soutenu en France par les revues Positif et les Cahiers du cinéma, et le critique Robert Benayoun contribue grandement à éclairer l'importance de ses films.

### Mauvaise chute et déclin
En mars 1965, à la suite d'une cascade ratée lors d'un gag où il tombe sur le dos sur un câble métallique, il se fracture deux vertèbres. Il reste paralysé pendant une journée (27 heures exactement). Pour contenir la douleur chronique, il prend pendant des dizaines d'années un antalgique puissant et controversé, le Percodan, et devient accro. Il pense, un moment, au suicide avant de découvrir en 2002 la neurostimulation. On lui implante alors des électrodes dans la colonne vertébrale et un dispositif type pacemaker dans l'abdomen.  
En 1966, il organise le Labor Day Telethon For The Muscular Dystrophy Association, œuvre de charité à laquelle il était déjà publiquement associé depuis dix ans.
Il ouvre une chaîne de 2 400 salles de cinéma mais ses affaires, autrefois florissantes, fluctuent. En 1972, il joue et réalise The Day the Clown Cried, une comédie dont l'action se déroule dans un camp de concentration nazi. À cause d'un imbroglio juridique, le film ne sort pas en salles. Cet échec le terrasse.

### Retour au premier plan
Après huit ans d'absence cinématographique, Jerry Lewis revient au début des années 1980 dans Au boulot, Jerry (Hardly Working), qu'il joue et réalise. Il enchaîne, en 1983, avec un rôle à contre-emploi dans La Valse des pantins (The King of Comedy) de Martin Scorsese, salué par la critique. Il remet un César d'honneur à Louis de Funès pour l'ensemble de sa carrière le 2 février 1980.
En 1984, Jack Lang, ministre de la Culture français, lui remet la Légion d'honneur. En 2006, son successeur Renaud Donnedieu de Vabres l'élève au rang de commandeur du même ordre.
En 1984, il joue dans deux « nanars » français, Par où t'es rentré ? On t'a pas vu sortir de Philippe Clair et  Retenez-moi... ou je fais un malheur ! de Michel Gérard, à la condition qu'ils ne soient pas diffusés aux États-Unis.
Le 6 décembre 1987, il présente le 1er Téléthon en France, diffusé sur Antenne 2.
En janvier 1993, il joue dans le long-métrage d'Emir Kusturica Arizona Dream, aux côtés de Johnny Depp, Faye Dunaway et Vincent Gallo.

### Dernières années

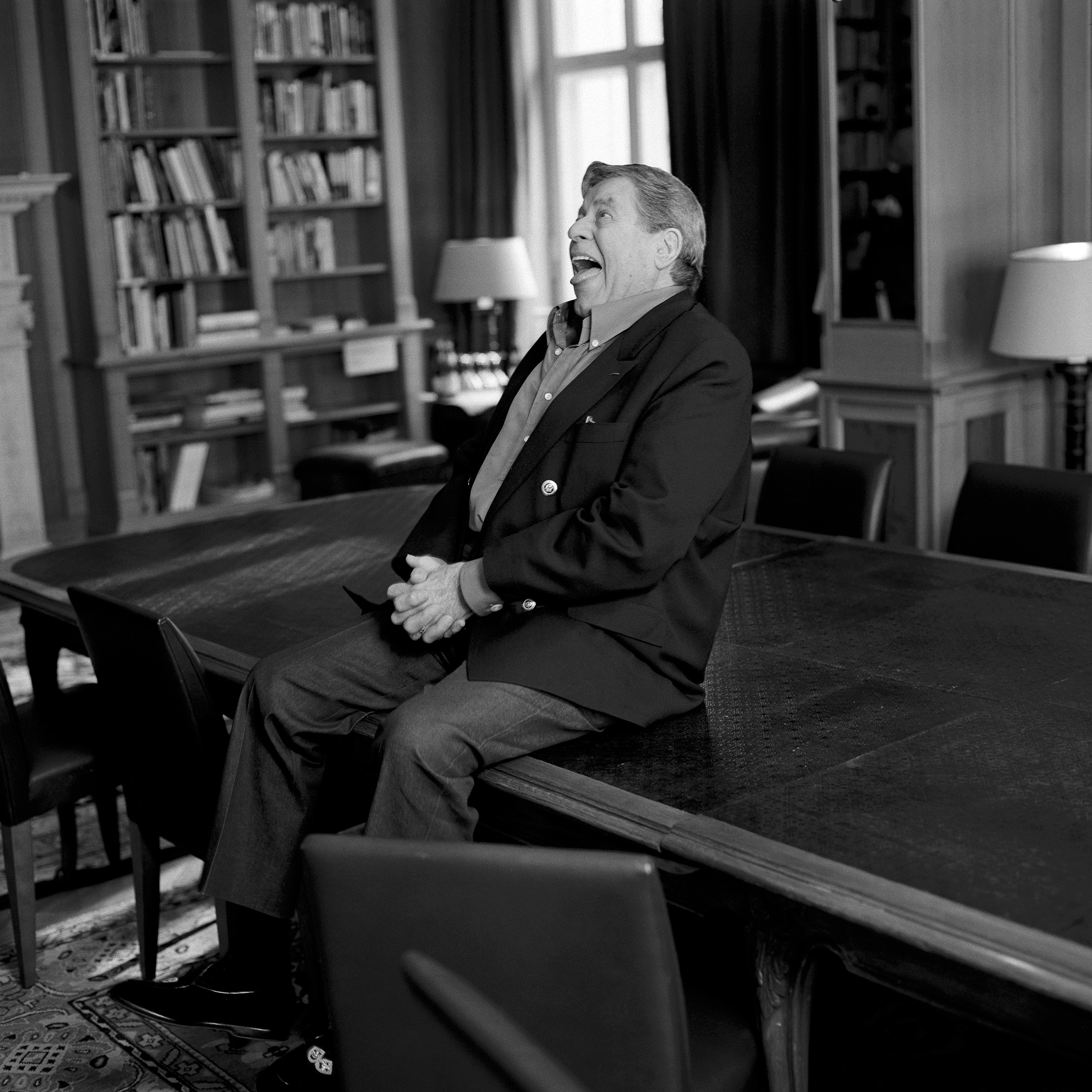
Jerry Lewis photographié par Oliver Mark dans la bibliothèque de l'American Academy à Berlin (2006)

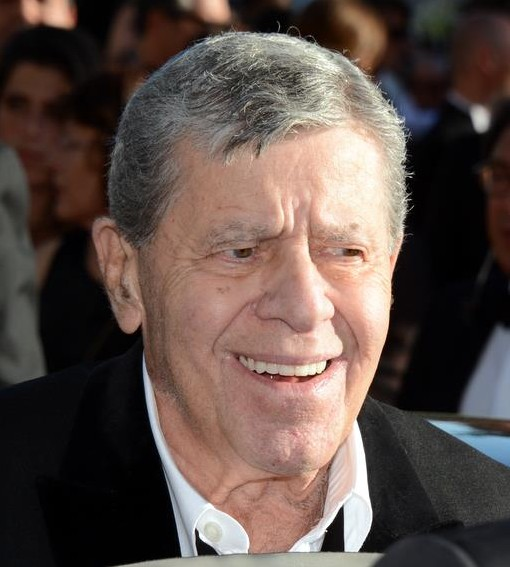
Jerry Lewis au Festival de Cannes 2013.

En 2006, il interprète le rôle principal d'un épisode de la série télévisée américaine New York, unité spéciale, « Uncle » (8.4).
En 2008, Jerry Lewis travaille avec Drake Bell sur le film d'animation The Nutty Professor (en). En mai 2011, Jerry Lewis annonce qu'il présentera son dernier Téléthon contre la dystrophie musculaire, l'acteur étant affaibli par d'importants problèmes de santé, notamment une fibrose pulmonaire.
En 2009, il reçoit un Oscar d'honneur.
L'avant-dernier film où Jerry Lewis apparaît en tant qu'acteur, Max Rose (sorti en 2013), est un drame écrit et réalisé par Daniel Noah, produit par Lawrence Inglee (en). Lewis y joue le rôle d'un vieil homme qui retrouve goût à la vie malgré la disparition de sa femme. Le film est sélectionné au festival de Cannes 2013.
Dans son dernier film, Le Casse (2016), tourné à l'âge de 90 ans, il joue le père vieillissant de Nicolas Cage.

### Mort
Jerry Lewis meurt le 20 août 2017 à Las Vegas, à l'âge de 91 ans, d'une maladie cardiovasculaire.

### Vie privée
Jerry Lewis a été marié à Esther Calonico dite Patti Palmer (1921-2021), chanteuse du groupe The Ted Fio Rito Orchestra, du
3 octobre 1944 à septembre 1980. Ils ont eu six garçons : Gary (né le 30 juin 1945, membre du groupe Gary Lewis & the Playboys), Ronald (adopté en juin 1950), Scott (né en février 1956), Christopher (dit Chris Lewis, né en octobre 1957), Anthony (né en octobre 1959) et Joseph (né en janvier 1964, mort d'une surdose de stupéfiants en 2009).
Il a épousé en secondes noces le 13 février 1983 la danseuse SanDee Pitnick, avec laquelle il a adopté une fille, Danielle Sarah, en mars 1992.
Jerry Lewis parlait souvent de lui-même à la troisième personne,,.

### Engagements politiques
Jerry Lewis s'est défendu de vouloir donner à ses films une dimension politique, même si les critiques français saluent sa dénonciation du consumérisme et de l'American way of life. Il a affirmé que les deux pires catastrophes des dernières décennies avaient été l'assassinat de John Fitzgerald Kennedy et l'élection de Richard Nixon.
Le 29 août 1970, il organise avec Frank Sinatra à Richmond, dans l'Indiana, un concert en soutien à la famille de Dan Mitrione, agent du FBI exécuté par les Tupamaros pour avoir mis en œuvre une procédure de torture systématique pour le compte de la dictature uruguayenne, et présenté à l'époque aux États Unis comme un héros de l'anticommunisme. 
Pendant la campagne pour l'élection présidentielle américaine de 2016, il déclare que « Trump ferait un bon président car c'est un bon showman ».

## Filmographie

### Cinéma

#### En tant qu'acteur
- 1949 : How to Smuggle a Hernia Across the Border (en) (court métrage)
- 1949 : Ma bonne amie Irma (My Friend Irma) de George Marshall : Seymour
- 1950 : Irma à Hollywood (My Friend Irma Goes West) de Hal Walker : Seymour
- 1950 : Le Soldat récalcitrant (At War with the Army) de Hal Walker : le première classe Alvin Korwin
- 1951 : Bon sang ne peut mentir (That's My Boy) de Hal Walker : « Junior » Jackson
- 1952 : La Polka des marins (Sailor Beware) de Hal Walker : Melvin Jones
- 1952 : Parachutiste malgré lui (Jumping Jacks) de Norman Taurog : Hap Smith
- 1952 : En route vers Bali (Road to Bali) de  Hal Walker : la femme dans le rêve de Lala (non crédité au générique)
- 1952 : Le Cabotin et son compère (The Stooge) de Norman Taurog : Theodore « Ted » Rogers
- 1953 : Fais-moi peur (Scared Stiff) de George Marshall : Myron Mertz
- 1953 : Amour, Délices et Golf (The Caddy) de Norman Taurog: Harvey Miller, Jr.
- 1953 : Un galop du diable (Money from Home) de George Marshall : Virgil Yokum
- 1954 : C'est pas une vie, Jerry (Living It Up) de Norman Taurog : Homer Flagg
- 1954 : Le clown est roi (Three ring circus) de Joseph Pevney : Jerome F. « Jerry » Hotchkiss
- 1955 : Un pitre au pensionnat (You're Never Too Young) de Norman Taurog : Wilbur Hoolick
- 1955 : Artistes et Modèles (Artists and Models) de Frank Tashlin : Eugene Fullstack
- 1956 : Le Trouillard du Far West (Pardners) de Norman Taurog : Wade Kingsley Jr. / Wade Kingsley Sr.
- 1956 : Un vrai cinglé de cinéma (Hollywood or Bust) de Frank Tashlin : Malcolm Smith
- 1957 : Le Délinquant involontaire (The Delicate Delinquent) de Don McGuire : Sidney L. Pythias
- 1957 : P'tite tête de troufion (The Sad Sack) de George Marshall : Meredith C. Bixby
- 1958 : Trois bébés sur les bras (Rock-a-Bye Baby) de Frank Tashlin : Clayton Poole
- 1958 : Le Kid en kimono (The Geisha Boy) de Frank Tashlin : Gilbert Wooley
- 1959 : Tiens bon la barre, matelot (Don't Give Up the Ship) de Norman Taurog : John Paul Steckler I / John Paul Steckler IV / John Paul Steckler VII
- 1959 : Li'l Abner de Melvin Frank : Itchy McRabbit (apparition)
- 1960 : Mince de planète (Visit to a Small Planet) de Norman Taurog : Kreton
- 1960 : Raymie : Chanteur du générique
- 1960 : Le Dingue du palace (The Bellboy) de Jerry Lewis : Stanley / Lui-même
- 1960 : Cendrillon aux grands pieds (Cinderfella) de Frank Tashlin : Cinderfella
- 1961 : Le Tombeur de ces dames (The Ladies Man) de Jerry Lewis : Herbert H. Heebert / Mama Heebert
- 1961 : Le Zinzin d'Hollywood (The Errand Boy) de Jerry Lewis : Morty S. Tashman
- 1962 : L'Increvable Jerry (It'$ Only Money) de Frank Tashlin : Lester March
- 1963 : Docteur Jerry et Mister Love (The Nutty Professor) de Jerry Lewis : le professeur Julius Kelp / Buddy Love / Baby Kelp
- 1963 : Un chef de rayon explosif (Who's Minding the Store?) de Frank Tashlin : Norman Phiffier
- 1964 : Jerry souffre-douleur (The Patsy) de Jerry Lewis : Stanley Belt / Chanteurs du trio
- 1964 : Jerry chez les cinoques (The Disorderly Orderly) de Frank Tashlin : Jerome Littlefield
- 1965 : Les Tontons farceurs (The Family Jewels) de Jerry Lewis : Willard Woodward / James Peyton / Everett Peyton / Julius Peyton / Capitaine Eddie Peyton / Skylock Peyton / « Bugs » Peyton
- 1965 : Ligne rouge 7000 (Red Line 7000) de Howard Hawks : le chauffeur (apparition)
- 1965 : Boeing Boeing de John Rich : Robert Reed
- 1966 : Trois sur un sofa (Three on a Couch) de Jerry Lewis : Christopher Pride / Warren / Ringo / Rutherford / Heather
- 1966 : Tiens bon la rampe, Jerry (Way... Way Out) de Gordon Douglas : Pete Mattemore
- 1966 : Un monde fou, fou, fou, fou (It's a Mad Mad Mad Mad World) de Stanley Kramer (brève apparition)
- 1967 : Jerry la grande gueule (The Big Mouth) de Jerry Lewis : Gerald Clamson / Syd Valentine
- 1968 : Te casse pas la tête, Jerry (Don't Raise the Bridge, Lower the River) de Jerry Lewis : George Lester
- 1968 : Silent Treatment de Ralph Andrews (en) : lui-même
- 1969 : Cramponne-toi, Jerry (Hook, Line & Sinker) de George Marshall : Peter Ingersoll / Fred Dobbs
- 1970 : One More Time : Bandleader (voix)
- 1970 : Ya, ya, mon général ! (Which Way to the Front?) de Jerry Lewis : Brendan Byers III
- 1972 : The Day the Clown Cried de Jerry Lewis : Helmut Doork
- 1980 : Rascal Dazzle : le narrateur
- 1980 : Au boulot, Jerry (Hardly Working) de Jerry Lewis : Bo Hooper
- 1982 : Slapstick (Of Another Kind) de Steven Paul : Wilbur Swain / Caleb Swain
- 1983 : La Valse des pantins (The King of Comedy) de Martin Scorsese : Jerry Langford
- 1983 : T'es fou, Jerry (Smorgasbord ou Cracking Up) de Jerry Lewis : Warren Nefron / Dr Perks
- 1984 : Par où t'es rentré ? On t'a pas vu sortir de Philippe Clair : Clovis Blaireau
- 1984 : Retenez-moi... ou je fais un malheur ! de Michel Gérard : Jerry Logan
- 1989 : Cookie de Susan Seidelman : Arnold Ross
- 1992 : Mr. Saturday Night de Billy Crystal : Invité
- 1993 : Arizona Dream de Emir Kusturica : Leo Sweetie
- 1995 : Les Drôles de Blackpool (Funny bones) de Peter Chelsom : George Fawkes
- 2008 : The Nutty Professor (en) (vidéo) : le professeur Julius Kelp / Buddy Love (voix)
- 2013 : Max Rose de Daniel Noah : Max Rose
- 2016 : Le Casse d'Alex et Benjamin Brewer : le père de Stone

#### En tant que réalisateur
- 1949 : How to Smuggle a Hernia Across the Border - egalement scénariste
- 1960 : Le Dingue du palace (The Bellboy) - egalement scénariste
- 1961 : Le Tombeur de ces dames (The Ladies Man) - egalement scénariste
- 1961 : Le Zinzin d'Hollywood (The Errand Boy) - egalement scénariste et compositeur
- 1963 : Docteur Jerry et Mister Love (The Nutty Professor) - egalement scénariste
- 1964 : Jerry souffre-douleur (The Patsy) - egalement scénariste
- 1965 : Les Tontons farceurs (The Family Jewels) - egalement scénariste
- 1966 : Trois sur un sofa (Three on a Couch)
- 1967 : Jerry la grande gueule (The Big Mouth) - egalement scénariste
- 1970 : One More Time
- 1970 : Ya, ya, mon général ! (Which Way to the Front?)
- 1972 : The Day the Clown Cried - egalement scénariste
- 1980 : Au boulot, Jerry (Hardly Working) - egalement scénariste
- 1983 : T'es fou, Jerry (Smorgasbord ou Cracking Up) - egalement scénariste

#### En tant que producteur
- 1957 : Le Délinquant involontaire (The Delicate Delinquent)
- 1958 : Trois bébés sur les bras (Rock-a-Bye Baby)
- 1958 : Le Kid en kimono (The Geisha Boy)
- 1960 : Le Dingue du palace (The Bellboy)
- 1960 : Cendrillon aux grands pieds (Cinderfella)
- 1961 : Le Tombeur de ces dames (The Ladies Man)
- 1964 : Jerry chez les cinoques (The Disorderly Orderly)
- 1965 : Les Tontons farceurs (The Family Jewels)
- 1966 : Trois sur un sofa (Three on a Couch)
- 1967 : Jerry la grande gueule (The Big Mouth)
- 1969 : Cramponne-toi, Jerry (Hook, Line & Sinker)
- 1970 : Ya, ya, mon général ! (Which Way to the Front?)
- 1996 : Le Professeur foldingue (The Nutty Professor)
- 2000 : La Famille foldingue (Nutty Professor II: The Klumps)

### Télévision
Jerry Lewis est apparu à de nombreuses reprises à la télévision américaine dès 1950, soit dans des fictions ou des émissions de divertissement comme The Red Skelton Show (1970) ou What's My Line? émission populaire de jeu où il fut l'invité surprise sept fois (1954 avec Dean Martin, 1956 à deux reprises, 1960, 1961, 1962, 1966). Il prête sa voix au professeur John Frink dans l'épisode en version originale Simpson Horror Show XIV de la série Les Simpson. Dans les années 1970, il a également inspiré une série de dessins animés en 17 épisodes de 26 minutes réalisée par Filmation et intitulée Jerry Lewis (Will the Real Jerry Lewis Please Sit Down).

#### En tant qu'acteur
- 1966 : Batman, épisode le Rat de bibliothèque : lui-même
- 1987 : Fight for Life (téléfilm) : Dr Bernard Abrams
- 1988 : Un flic dans la mafia (Wiseguy) (série) : Eli Sternberg
- 1990 : Super Force (Super Force) (série)
- 1995 : Jerry Lewis Stars Across America (émission spéciale) : présentateur
- 2006 : New York, unité spéciale : Andrew Munch (saison 8, épisode 4)

#### En tant que réalisateur
- 1969 : The Bold Ones: The New Doctors (série)

## Distinctions

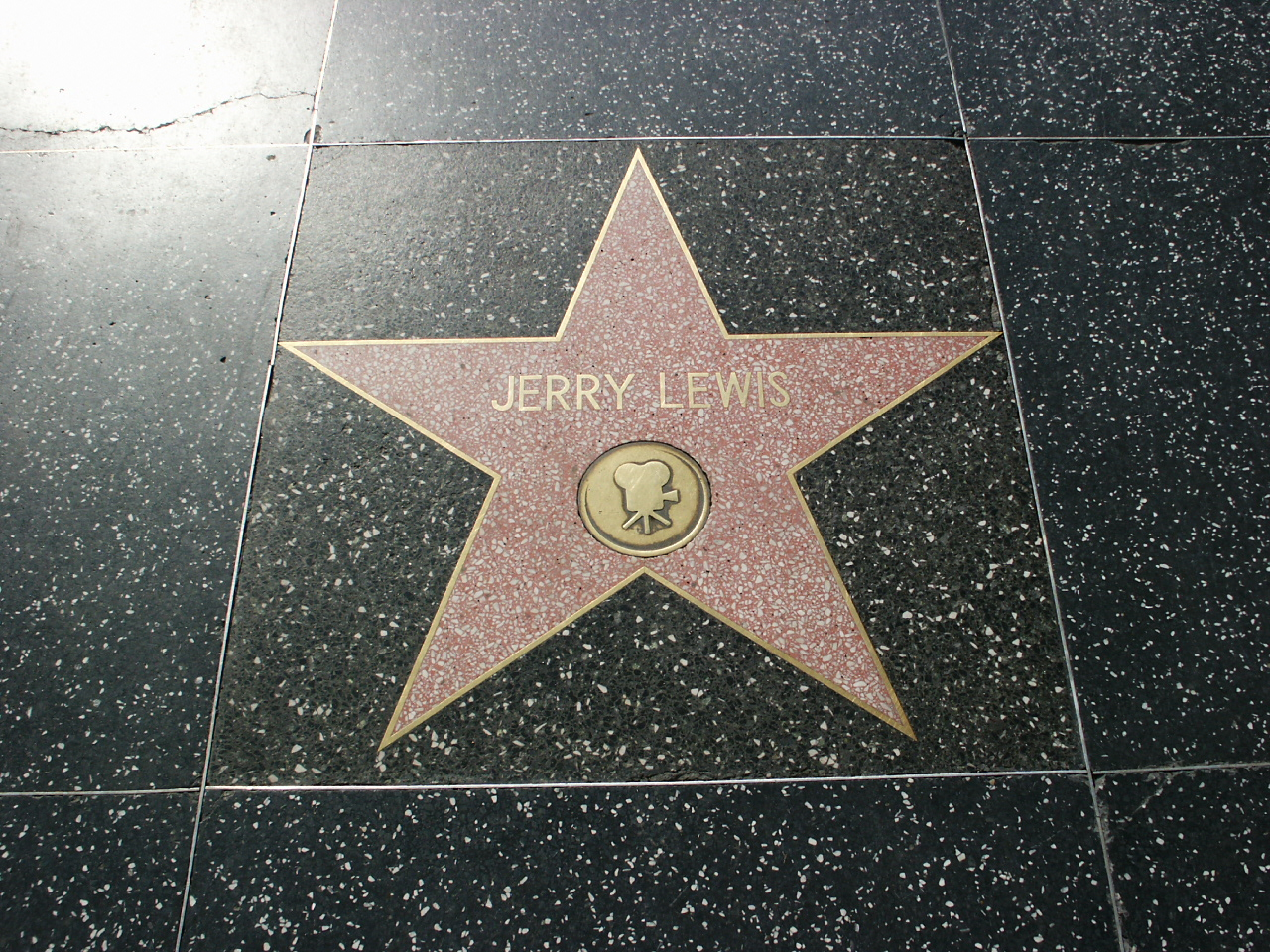
Étoile de Jerry Lewis sur le Walk of Fame à Hollywood.

- 1960 : Hollywood Walk of Fame
- 1984 :  Officier de la Légion d'honneur
- 2006 :  Commandeur de la Légion d'honneur[15],[16]

### Récompenses
- Photoplay Awards 1951 : prix spécial partagé avec Dean Martin
- Laurel Awards 1952 : Meilleur acteur dans une comédie pour Bon sang ne peut mentir, partagé avec Dean Martin
- Photoplay Awards 1953 : Révélation masculine partagé avec Dean Martin
- Golden Apple Awards 1954 : Acteur le plus prolifique partagé avec Dean Martin
- Laurel Awards 1954 : Meilleur acteur dans une comédie pour Amour, Délices et Golf, partagé avec Dean Martin
- Laurel Awards 1965 : prix spécial du « roi de la comédie familiale »
- Fotogramas de Plata 1966  : Meilleur acteur étranger
- American Comedy Awards 1998 : prix d'honneur pour l'ensemble de sa carrière dans la comédie
- Mostra de Venise 1999 : Lion d'or pour l'ensemble de la carrière
- Los Angeles Film Critics Association Awards 2004 : prix pour l'ensemble de sa carrière
- Goldene Kamera 2005 : prix pour l'ensemble de sa carrière
- Las Vegas Film Critics Society Awards 2005 : prix pour l'ensemble de sa carrière
- Primetime Emmy Awards 2005 : Governor's Award
- Satellite Awards 2005 : prix Nikola Tesla
- Satellite Awards 2006 : Meilleur acteur invité pour New York, unité spéciale
- Oscars 2009 :  prix humanitaire Jean-Hersholt pour l'ensemble de sa carrière
- ICG Publicists Awards 2014 : prix pour l'ensemble de sa carrière

### Nominations
- Primetime Emmy Awards 1952 : Meilleur acteur partagé avec Dean Martin
- Laurel Awards 1958 : Meilleur acteur (9e place)
- Laurel Awards 1959 : Meilleur acteur (10e place)
- Laurel Awards 1960 : Meilleur acteur (8e place)
- Laurel Awards 1961 : 
  - Meilleur acteur (14e place)
  - Meilleur acteur dans une comédie pour Cendrillon aux grands pieds (4e place)
- Laurel Awards 1962 : Meilleur acteur (9e place)
- Cahiers du cinéma 1963 : Meilleur film pour Docteur Jerry et Mister Love (7e place)
- Laurel Awards 1963 : Meilleur acteur (8e place)
- Laurel Awards 1964 : Meilleur acteur (8e place)
- Cahiers du cinéma 1965 : Meilleur film pour Les Tontons farceurs (8e place)
- Golden Globes 1966 : Meilleur acteur dans une comédie pour Boeing Boeing
- Laurel Awards 1966 : Meilleur acteur dans une comédie pour Boeing Boeing
- Cahiers du cinéma 1967 : Meilleur film pour Jerry la grande gueule (6e place)
- Stinkers Bad Movie Awards 1981 : Pire acteur et pire réalisateur pour Au boulot... Jerry!
- Cahiers du cinéma 1983 : Meilleur film pour T'es fou, Jerry (10e place, ex aequo avec Fanny et Alexandre)
- BAFTA Awards 1984 : Meilleur acteur dans un second rôle pour La Valse des pantins
- CableACE Awards 1985 : Meilleur réalisateur d'une série comique pour Brothers
- Razzie Awards 1985 : Pire acteur pour Slapstick (Of Another Kind)

## Hommages
- Un astéroïde a été nommé en son honneur en 1992 : (11548) Jerrylewis.

## Voix françaises
- Jacques Dynam (*1923 - 2004) dans :
  - La Polka des marins
  - Fais-moi peur
  - Amour, Délices et Golf
  - Un galop du diable
  - C'est pas une vie, Jerry
  - Le clown est roi
  - Un pitre au pensionnat
  - Artistes et Modèles
  - Le Trouillard du Far West
  - Un vrai cinglé de cinéma
  - Le Délinquant involontaire
  - Trois Bébés sur les bras
  - Tiens bon la barre, matelot
  - Mince de planète
  - Le Dingue du palace
  - Cendrillon aux grands pieds
  - Le Zinzin d'Hollywood
  - Le Tombeur de ces dames
  - L'Increvable Jerry
  - Docteur Jerry et Mister Love
  - Un chef de rayon explosif
  - Jerry chez les cinoques
  - Jerry souffre-douleur
  - Boeing Boeing
  - Trois sur un sofa
  - Te casse pas la tête, Jerry
  - Jerry la grande gueule
  - Cramponne-toi, Jerry
  - Ya, ya, mon général !

- Roger Carel (*1927 - 2020) dans :
  - La Valse des pantins
  - Retenez-moi... ou je fais un malheur !
  - Un flic dans la mafia (série télévisée)
  - New York, unité spéciale (série télévisée)
- Eddy Rasimi (*1922 - 1979) dans :
  - Parachutiste malgré lui
  - Le Kid en kimono
- William Coryn dans :
  - La Polka des marins (scènes additionnelles)
  - Le Kid en kimono (scènes additionnelles)
- Michel Roux (*1929 - 2007) dans :
  - Les Tontons farceurs
  - Tiens bon la rampe, Jerry
- Philippe Ariotti dans :
  - Max Rose
  - Le Casse

et aussi
- Serge Lhorca (*1918 - 2012) dans Batman (série télévisée)
- Serge Sauvion (*1929 - 2010) dans Au boulot, Jerry
- Francis Lax (*1930 - 2013) dans T'es fou, Jerry
- Dominique Paturel (*1931 - 2022) dans Par où t'es rentré ? On t'a pas vu sortir
- Philippe Dumat (*1925 - 2006) dans Arizona Dream

### Documentaires
- Grégory Monro, Jerry Lewis, clown rebelle, Arte, 2015 (4 min)